# كلية العلوم الطبية التطبيقية (جامعة الملك فيصل)
كلية العلوم الطبية التطبيقية بجامعة الملك فيصل هي إحدى الكليات التي تهتم بدراسة مجالات العلوم الطبية في جامعة الملك فيصل في محافظة الأحساء في المنطقة الشرقية في المملكة العربية السعودية.

## التاريخ
تأسست كلية العلوم الطبية التطبيقية في جامعة الملك فيصل في مدينة الهفوف بالأحساء في عام 1432 هـ (2011).

## الموقع
تقع كلية العلوم الطبية التطبيقية داخل جامعة الملك فيصل بجوار المجمع الطبي.

## الدراسة
مدة الدراسة في كلية العلوم الطبية التطبيقية ثلاث سنوات ونصف وفقًا للنظام الفصلي، بالإضافة إلى سنة امتياز. يحصل الطالب عند الإنتهاء من الكلية على درجة البكالوريوس في إحدى تخصصات العلوم الطبية التطبيقية.

## الأقسام العلمية
تشمل كلية العلوم الطبية التطبيقية 4 أقسام رئيسية وهي قسم التغذية العلاجية، وقسم المعلوماتية الصحية، وقسم الصحة العامة، وقسم التمريض.

## شروط القبول
يجب الحصول على الشهادة الثانوية العامة في قسم العلوم الطبيعية وأن تكون النسبة المئوية 90 % فما أعلى، والحصول على 90 % فما أعلى في المادة العلمية واللغة الإنجليزية، والتقدم لإمتحان القدرات في المركز الوطني للقياس والتقويم في التعليم العالي، والتقدم للإمتحان التحصيلي في المركز الوطني للقياس والتقويم في التعليم العالي علي أن يكون أفضلية القبول لحديثي التخرج من الثانوية العامة، ثم إجتياز فحص لياقة الطب المهنية، وأخيرًا المقابلة الشخصية.